# Ursula Auerswald
Ursula Auerswald (* 30. April 1950 in Einbeck; † 20. Oktober 2004 in Bremen) war eine deutsche Ärztin für Anästhesie und ärztliche Standespolitikerin.

## Leben
Nach dem Abitur 1968 am Gymnasium in Osterode studierte Ursula Auerswald Medizin in Marburg und München. Nach dem Staatsexamen und der Approbation im Jahre 1974 wurde sie 1975 an der Technischen Universität München mit der Dissertationsschrift Versuche zur Beeinflussung infektionsallergischer Prozesse. Gibt es eine orale Desensibilisierung? zum Dr. med. promoviert. Anschließend arbeitete sie als Medizinalassistentin in Lübeck. An der dortigen Medizinischen Hochschule absolvierte sie die Ausbildung zur Fachärztin für Anästhesie und arbeitete anschließend als Oberärztin der Anästhesie an der Universität Lübeck.
Schon in den 1980er Jahren war Ursula Auerswald berufspolitisch aktiv. Sie war Mitglied der Delegiertenversammlung der Ärztekammer Schleswig-Holstein.
Nachdem Ursula Auerswald sich 1988 als ambulante Anästhesistin in Bremen niederließ – sie war die erste niedergelassene Anästhesistin im Bundesland Bremen – wurde sie auch Mitglied der Delegiertenversammlung der Ärztekammer Bremen.
Seit 1996 war Ursula Auerswald Präsidentin der Ärztekammer Bremen und seit 1999 Vizepräsidentin der Bundesärztekammer.
Ursula Auerswald engagierte sich besonders für die Belange der Palliativmedizin, der Schmerztherapie und der Notfallmedizin.
Auerswald starb am 20. Oktober 2004 in Bremen an einem langen Krebsleiden.

## Auszeichnungen
- 2004 Paracelsus-Medaille des Deutschen Ärztetages.[2]
- Rudolf-Frey-Preis der Rudolf-Frey-Gesellschaft
- Ernst-von-der-Porten-Medaille des Berufsverbandes Deutscher Anästhesisten e. V. (BDA)[3]
- Ehrenmitglied der Deutschen Gesellschaft für Palliativmedizin